# Refugio Alberto Primero

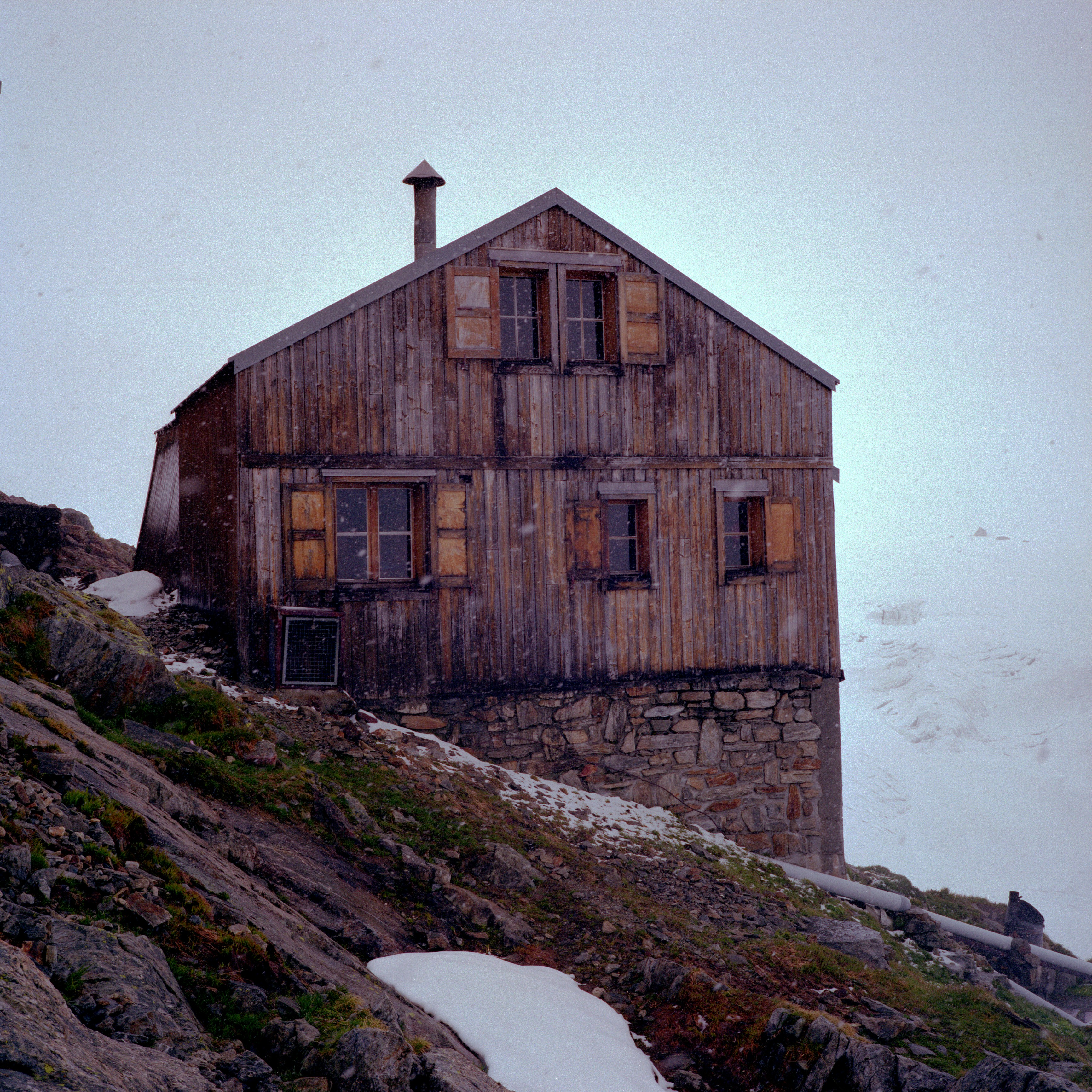
El refugio de madera

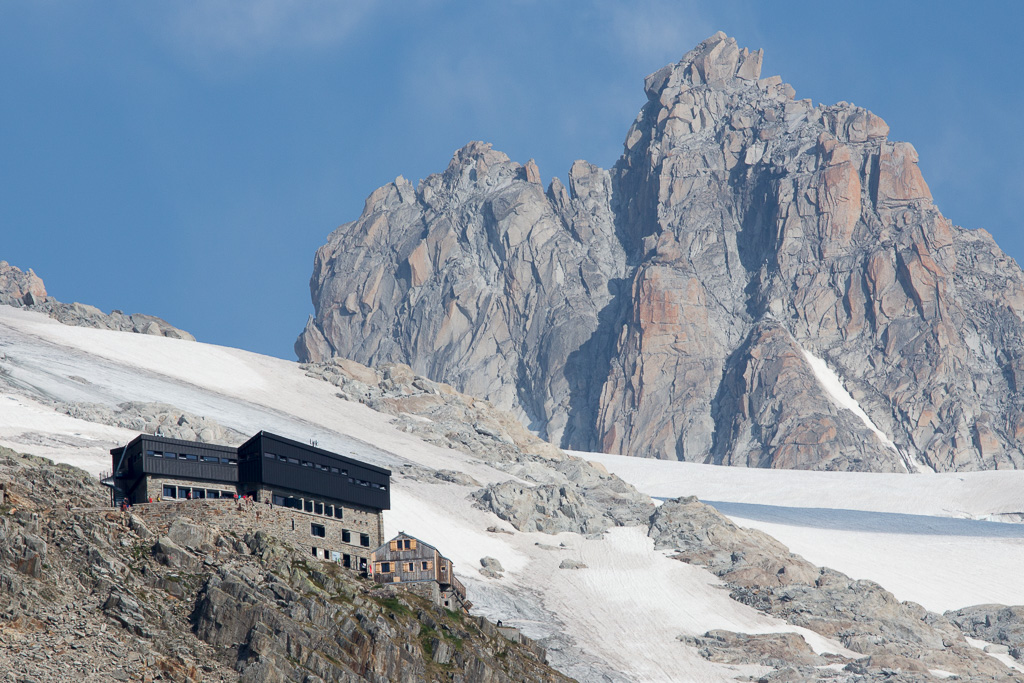
Vista lejana de los refugios

El Refugio Alberto Primero, Refuge Albert 1.er en francés, es un refugio de alta montaña del Club Alpino Francés (CAF), sección de Chamonix y consta de una cabaña de madera del año 1930, usada actualmente como refugio invernal, y una construcción nueva en piedra, poco más arriba de la primera, que se explota en verano.
El refugio está emplazado más arriba de la morrena del Glaciar de Le Tour, en el valle de Le Tour. Es el punto de partida para las ascensiones a los picos Aiguille de Le Tour y Aiguille du Chardonnet.
Se encuentra ubicado a una altitud de 2706 m. Tiene una capacidad de 140 plazas en el refugio de piedra y de 30 en el de madera.
Recibe el nombre del rey Alberto I de Bélgica, que lo inauguró el 30 de agosto de 1930. El refugio en piedra se inauguró en 1959. Este último fue sustancialmente renovado en 2012 en una primera fase, estando previstas más fases que concluirán en 2014.